# Festival du film britannique de Dinard 2019
Le Dinard Film Festival 2019, 30e édition du festival, se déroule du 25 au 29 septembre 2019.

## Déroulement et faits marquants
C'est la dernière édition pour Hussam Hindi en tant que directeur artistique du festival; il était à ce poste depuis 1996.
Le 22 août 2019 les organisateurs annoncent que c’est la comédienne et réalisatrice Sandrine Bonnaire qui succède à Monica Bellucci à la présidence du jury.
Le 28 août 2019, trois des membres du jury sont dévoilés. Il s’agit de l’acteur français Raphaël Personnaz, l’actrice et mannequin italienne Sveva Alviti et le réalisateur britannique James Watkins.
Le 5 septembre 2019, les autres membres du jury et les titres des films en compétition, en avant-premières et en rétrospectives sont dévoilés. Bonnaire y retrouve notamment Danièle Thompson, qui faisait déjà partie de son jury lors du Festival du film de Cabourg 2019, ainsi que le comédien Sami Bouajila qui faisait partie de son jury lors du Festival du cinéma américain de Deauville 2012. Par ailleurs, Bouajila avait déjà fait partie du jury lors du Festival du film britannique de Dinard 2011.
Le 28 septembre 2019, le palmarès est dévoilé : le film The Keeper de Marcus H. Rosenmüller remporte le Hitchcock d'or et le prix du public, le prix du scénario allant à VS de Ed Lilly.

## Jury

### Longs métrages
- Sandrine Bonnaire (présidente du jury), comédienne et réalisatrice  France
- Raphaël Personnaz, acteur  France
- Sveva Alviti, actrice et mannequin  Italie
- James Watkins, réalisateur  Royaume-Uni
- Sami Bouajila, acteur  France
- Michael Caton-Jones, réalisateur et producteur  Écosse
- Jane Horrocks, actrice et scénariste  Royaume-Uni
- Aurélie Saada, chanteuse, actrice  France
- Danièle Thompson, réalisatrice  France

### Courts métrages
- Shane Meadows (président du jury), réalisateur et scénariste  Royaume-Uni
- Diane Gabrysiak, programmatrice  Royaume-Uni
- Phénix Brossard, acteur  France
- Farah Abushwesha, productrice  Irlande

## Sélection

### En compétition
- Animals (en) de Sophie Hyde
- Only You de Harry Wootliff
- Cordelia (en) de Adrian Shergold
- The Keeper de Marcus H. Rosenmüller
- The Last Tree (en) de Shola Amoo
- VS de Ed Lilly

### Hors compétition

#### En avant-première
- Peterloo de Mike Leigh
- A Girl from Mogadishu (en) de Mary McGuckian
- Brighton de Stephen Cookson
- Carmilla de Emily Harris
- Denmark de Adrian Shergold
- Fisherman's Friends de Chris Foggin
- For Sama de Waad al-Kateab et Edward Watts
- Happy New Year, Colin Burstead (en) de Ben Wheatley
- Hope Gap de William Nicholson
- In Fabric de Peter Strickland
- Little Joe de Jessica Hausner
- Mr. Jones de Agnieszka Holland
- Postcards from the 48% (en) de David Wilkinson
- Red Joan de Trevor Nunn
- Sorry We Missed You de Ken Loach
- Wait and Sea de Simon Coss et Antoine Tracou

#### Hommage àMike Leigh
- Be Happy
- Another Year
- Mr. Turner

## Palmarès
- Hitchcock d'or : The Keeper de Marcus H. Rosenmüller
- Prix du scénario : VS de Ed Lilly
- Prix du public : The Keeper de Marcus H. Rosenmüller